# Andrzej Potocki (chorąży kamieniecki)
Andrzej Potocki herbu Pilawa (ur. 1532, zm. 1575) – chorąży kamieniecki od 1570, rotmistrz.
Jego ojcem był Jakub Potocki, bratem – Mikołaj, dworzanin i strażnik wielki koronny. Prawdopodobnie, Andrzej Potocki został pochowany w nieistniejącym dziś farnym kościele w Buczaczu, gdzie istniała jemu tablica pamiątkowa z epitafium w języku łacińskim:
Positus hic jacet Dominus Andreas Potocki de Potok filius Succamerarii, Vexillifer Camenecensis Equitum Ductor, quos feliciter duxit Deo, fortunaqe favente. Cognoviteum Moschus magnanimum, Scytha Equitem strenuum. Vixit annis 40. Obiit Anno 1572, 12 Februarii.